# خانه منوری
خانه منوری مربوط به دوره پهلوی است و در باغین، بلوار امام خمینی، کوچه فیروزه واقع شده و این اثر در تاریخ ۲۴ اسفند ۱۳۸۳ با شمارهٔ ثبت ۱۱۳۹۹ به‌عنوان یکی از آثار ملی ایران به ثبت رسیده است.